# 斯达汉诺夫运动

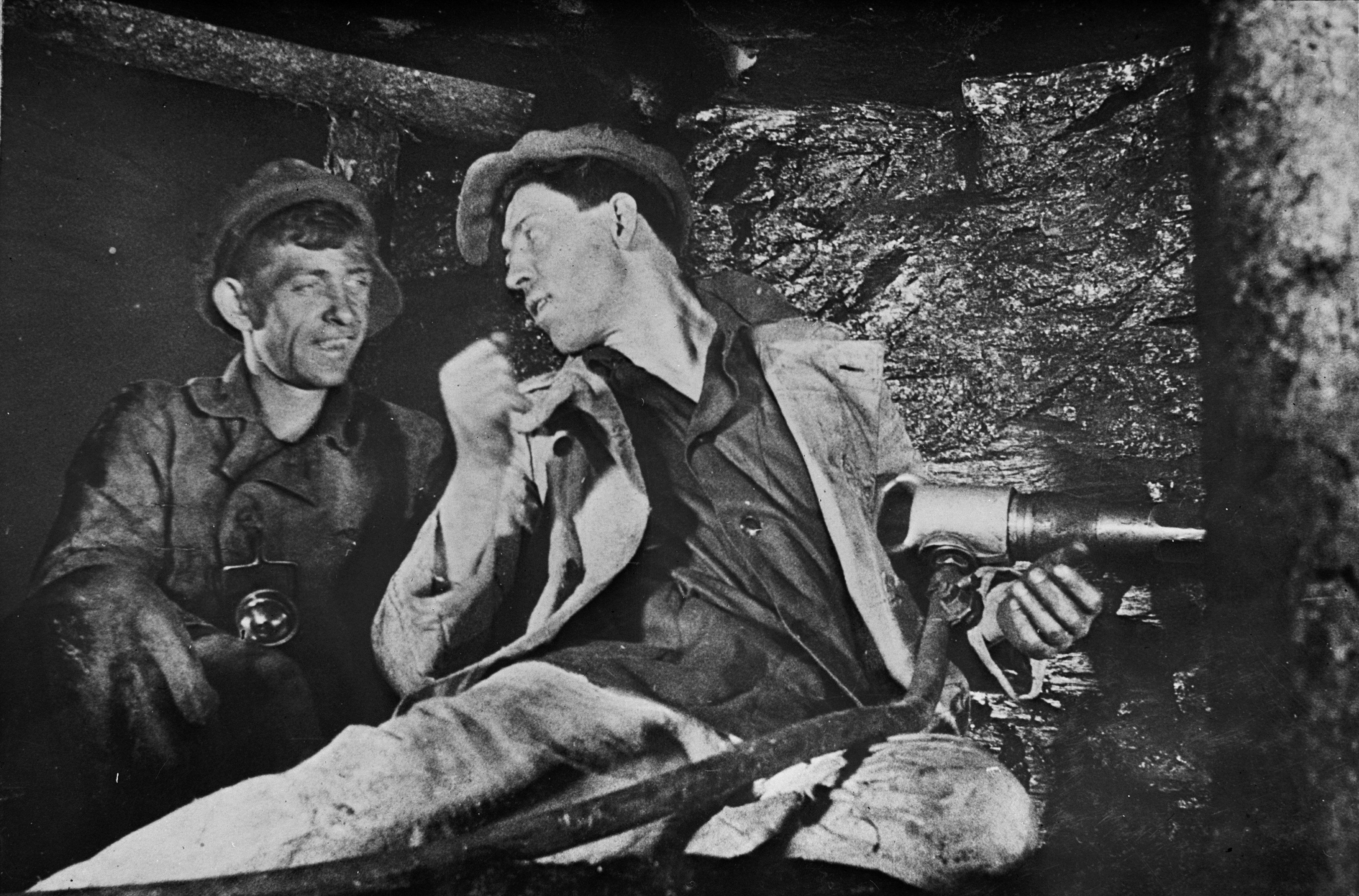
阿列克谢·斯达汉诺夫

斯达汉诺夫运动（俄语：Стахановское движение）是在苏联的第二个五年计划期间在苏联全国范围内开展的社会主义劳动竞赛运动。

## 评价
《社会主义政治经济学》：“在这场竞赛中，苏联工人阶级表现了极大的社会主义积极性和创造性，有力地推动了生产和技术的发展。”“但是，在组织竞赛的过程中，没有坚持无产阶级政治挂帅，坚持共产主义思想教育。相反，把奖金作为刺激运动发展的手段，结果扩大了物质分配上的资产阶级法权，助长了追求名利的资产阶级思想，使社会主义的相互关系受到资本主义的严重腐蚀。”